# Megachile butonensis
Megachile butonensis là một loài Hymenoptera trong họ Megachilidae. Loài này được Friese mô tả khoa học năm 1909.